# Gravat

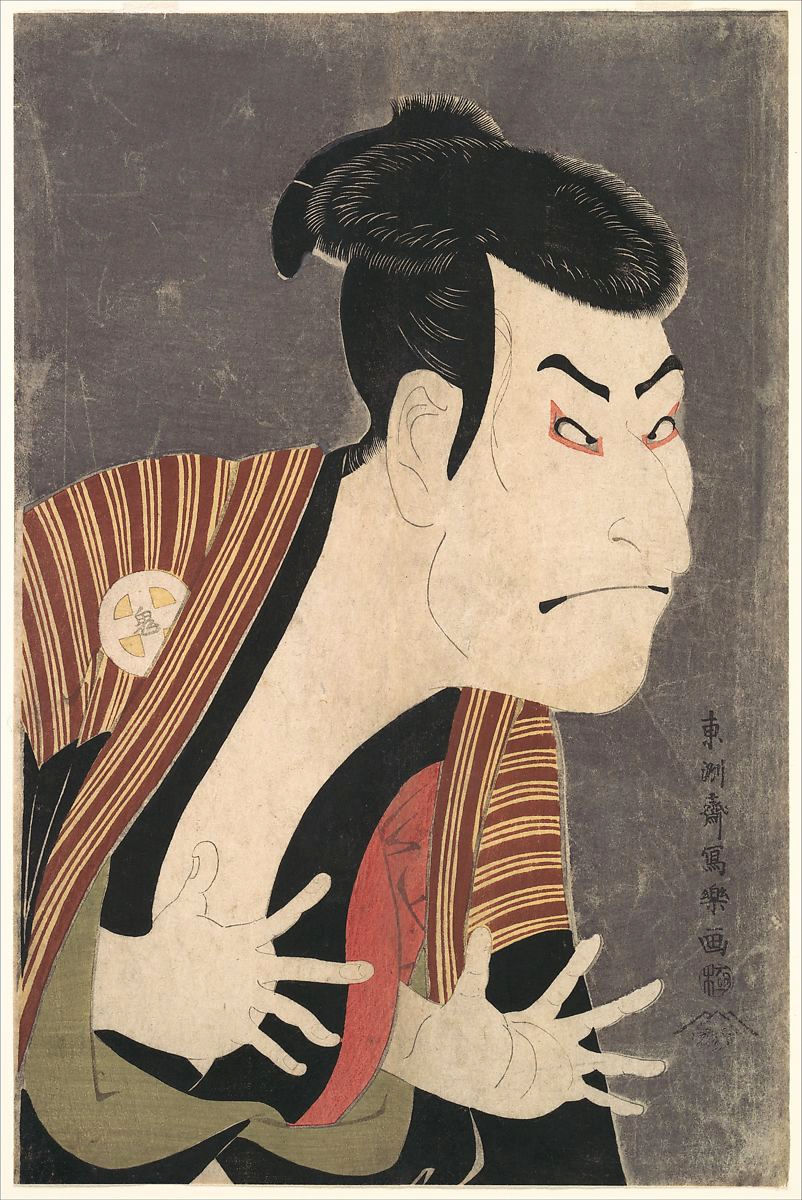
Otani Oniji, xilografia de Toshusai Sharaku, 1794.

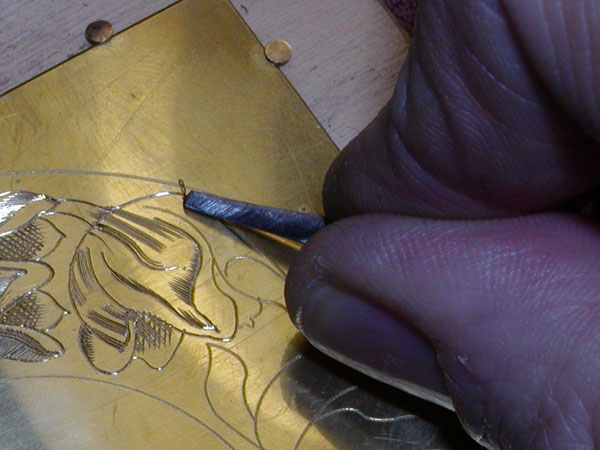
Calcografia

El gravat o gravadura és una tècnica artística d'estampació. També reben aquest nom, una part del procés d'estampació, quan es fa una incisió en una planxa anomenada matriu; la mateixa matriu i l'estampa. Pel seu tiratge limitat i la seva producció artesanal, l'estampa d'un gravat es troba a mig camí entre l'obra artística única i la reproducció il·limitada per impremtes industrials.
El gravat és una tècnica d'estampació d'imatges artístiques en paper ("estampes"). Es realitza amb planxes de diferents materials que donen nom a la tècnica mateixa: de fusta (xilografia), coure o bronze (calcografia), pedra (litografia), linòleum (linogravat), seda o niló (serigrafia). El que tenen en comú aquestes tècniques és el procés d'inversió del dibuix realitzat a la matriu respecte del resultat final, l'estampa. Matriu i estampa es contraposen com un objecte i la seva reflexió en un mirall.

## Tres tipus de gravat
A la xilografia es treballa la fusta (generalment cirerer o boix) amb un ganivet, gúbia, enformador o burí. Es buida de fusta els blancs i es deixa en relleu els negres, s'entinta amb un corró i s'estampa, a mà o amb el tòrcul. Amb els mateixos mètodes i instruments, l'ús de linòleum com a planxa s'anomena linogravat.
A la calcografia, es treballa el coure o el bronze. S'anomena el tipus de gravat obtingut d'acord amb les diferents tècniques emprades per a rebaixar la superfície que serveix per crear el dibuix matriu. Entre els sistemes d'incisió directa hi ha el burí –un instrument amb punta romboide–, la punta seca –similar al burí però amb punta de diamant– i la mezzotinta o manera negra –en la qual s'aplica un rascador de diverses puntes que genera clarobscurs. Entre els sistemes d'incisió indirecta hi ha l'aiguafort, on el metall es grava amb àcid nítric diluït en aigua, i l'aiguatinta, similar a l'aiguafort però on la protecció de la superfície es fa amb resines que produeixen efectes semblants a l'aquarel·la.
Hi ha tècniques d'estampació que no són estrictament gravats perquè no hi ha una incisió produïda a la planxa (matriu) que comporti la imatge resultant. La litografia es basa en la repulsió (no solubilitat) entre l'oli i l'aigua; en una pedra polida s'aplica un greix per a dibuixar, posteriorment s'humiteja la pedra amb una solució de goma aràbiga i àcid nítric i finalment s'entinta la pedra però només accepta tinta on hi havia la reserva de greix. La serigrafia es fa servir el procediment d'estampació mitjançant l'estergit, i s'obtenen impressions quan es filtren els colors a través d'una trama de seda o niló.

## Origen

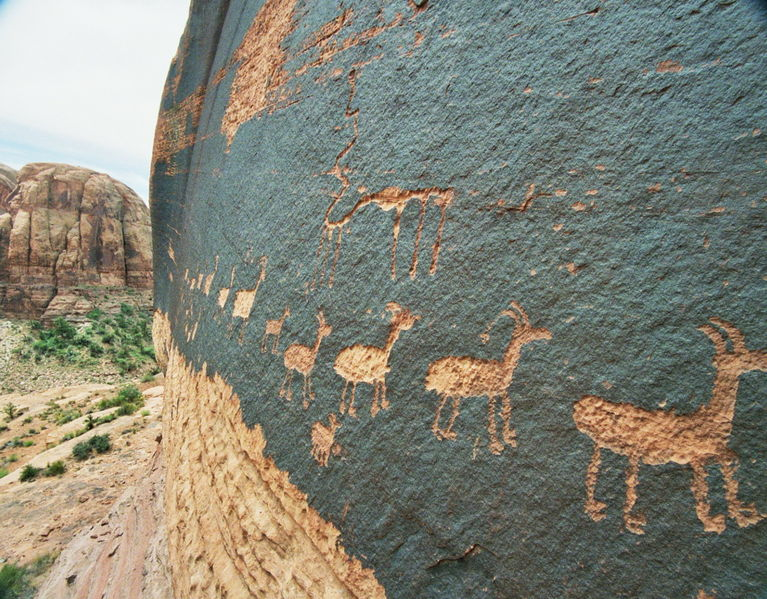
Petroglif on es veu una renglera d'ovelles

Gravar prové etimològicament del fràncic "graban", que vol dir "cavar". Ens arriba per mitjà del terme francès "graver" que significa "fer la clenxa". La significació de 'gravar' és traçar en una matèria, fent solc, lletres o signes amb una eina incisiva com el burí. El burí és un estri d'origen prehistòric que servia per tallar fusta o pedra (petroglifs) en el que genèricament es coneix com a gravat prehistòric.
Quan s'enregistrava música en discs de vinil es deia que es feia 'una gravació'. Per extensió, en castellà i servilment en català, qualsevol emmagatzematge de dades és una gravació (o enregistrament), encara que sigui en format digital.

## Tècniques d'estampació

### Tècniques de gravat
Són les tècniques d'estampació on es realitzen solcs a la matriu.
Gravat en relleu: S'imprimeix la zona que no s'ha buidat, part elevada de la matriu.
- Xilografia
  - Gravat a fibra o a fil
  - Gravat a contrafibra o a testa
- Linoleografia o linogravat

Gravat al buit: És aquella tècnica on s'estampa la zona que ha estat gravada, ja que la tinta entra on s'ha buidat la matriu.
- Calcografia
  - Incisió directa
    - Burí, talla dolça o "intaglio"[1]
    - Punta seca
    - Manera negra o "Mezzotinta"
    - Puntejat

  - Incisió indirecta
    - Aiguafort
    - Aiguatinta
    - Vernís tou
    - Fotogravat
      - El precedent del fotogravat va ser l'heliografia.

### Tècniques additives
Estrictament no són gravats, perquè el relleu obtingut ho és per addició, i no per subtracció. Tanmateix, acostumen a realitzar-se de forma mixta amb altres tècniques que sí que ho són.
- Carbur de silici
- Col·lagrafia. Popularment conegut com a collagraph.

### Tècniques planogràfiques
No són gravats, car no s'ha realitzat solc ni per tant relleu, però sí que entren dins el concepte d'obra gràfica perquè són seriables, és a dir, permeten estampar-ne còpies seriades.
- Serigrafia. Empra el procediment d'estampació mitjançant l'estergit.
- Litografia.
- Monotípia.

El gravat és una especialitat de la llicenciatura de Belles Arts on s'imparteix el coneixement teorico-pràctic de les citades tècniques d'estampació. Aquestes es troben en decadència des de l'abaratiment de la impremta.
La impremta dona un ús a la imatge reproduïda molt diferenciat en realitzar grans tiratges. Si fins aquí, la imatge té un valor d'obra perquè l'artista té una cura especial en tot el procés fins a la materialització de l'estampa; quan hi ha una producció industrial, la imatge reproduïda té més un valor d'ús que no pas un valor per ella mateixa. La tirada és molt més elevada i només en impressions exclusives es parla d'estampa.
Tot i que les expressions Tècniques d'estampació i Tècniques d'impressió són equivalents les tècniques que veurem a partir d'ara estan més associades a la segona expressió.

### Tècniquesfotomecàniques
Il·lustracions per llibres i premsa.
- Òfset, offset, litografia offset o fotolitografia
- Flexografia, vegeu Corró Anilox
- Digital
- Rotogravat

## Matriu

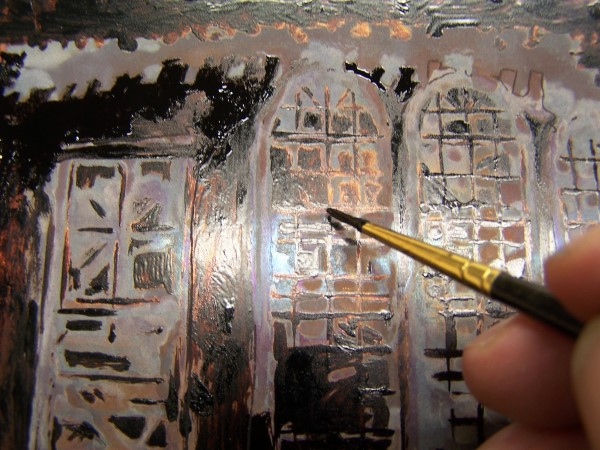
La matriu s'està cobrint de vernís. Un cop seca es podrà emprar la tècnica de l'aiguatinta

La matriu és la superfície on l'artista grava el dibuix amb eines i procediments diversos, l'entinta i finalment fa la impressió.
Alguns artistes, com per exemple Rembrandt, produeixen obra impresa en un estat determinat de la matriu i posteriorment hi segueixen treballant, donant com a resultat obres en primer estat, segon estat, etcètera.
La matriu s'ha de destruir quan es finalitza el tiratge. Hom pot referir-se a la matriu amb els mots motlle o planxa, i tac quan és de fusta.
La matriu, per ella mateixa, pot constituir l'obra. La joieria, l'orfebreria o la bijuteria són disciplines que utilitzen el gravat de forma essencial o complementària. El material de la matriu pot fer més valorada la peça. És el cas de l'or, el platí o l'argent.
Reis, emperadors i papes han utilitzat butlles, matrius, per acreditar l'autenticitat de documents escrits. La butlla acostumava a ser un penjoll o anell d'un material noble. El document es tancava amb un segell de cera vermella o amb plom mitjançant impressió manual, assegurant així la confidencialitat del missatge. El segell és en aquest cas l'equivalent a l'estampa, i el document escrit també és conegut com a butlla.

## Estampa
L'estampa és el resultat de la creació artística, l'obra. Aquesta és una imatge impresa, normalment, en un tipus de paper que tolera l'aigua. Amb el paper lleugerament humit s'augmenta la seva flexibilitat i es facilita l'adaptació d'aquest a la planxa entintada.
Sovint l'artista no és el que realitza l'estampació, fins i tot, hi ha artistes que ni tan sols treballen la matriu. Indiquen a l'artesà el resultat que desitgen i l'únic traç que incorporen a l'estampa és la firma.
Hi ha diferents tipus d'estampes i s'identifiquen per les inscripcions que el mateix artista, o el gravador, fa al peu de l'estampa. Bàsicament es poden observar tres tipus d'inscripcions: la firma de l'artista, la fracció i el tipus d'estampa.
La fracció, en una estampa, indica la quantitat d'exemplars que s'han imprès i la posició de l'exemplar dins de la seqüència. El denominador és la quantitat total d'estampes (tiratge) i el numerador identifica cada estampa dins del conjunt tirat, en principi seguint l'ordre d'impressió. Donant per suposada aquesta seqüència temporal, no és estrany que es doni més valor a una estampa de numerador més baix, ja que la matriu s'hauria sotmès a poques pressions, deformacions i variacions sobre el resultat que l'artista ha valorat com bo; és a dir, la matriu estaria menys gastada.
Si es fa més d'una sèrie amb característiques diferenciades, com ara tipus de paper, d'enquadernació, etc., normalment en edicions més reduïdes, en cadascuna s'utilitza un tipus de fracció diferent. Així, si l'edició principal és amb xifres aràbigues, en una segona sèrie les fraccions estaran indicades amb xifres romanes i, si n'hi hagués una tercera, els números es podrien expressar amb paraules.
Per a determinats tipus d'estampes, la fracció vindrà precedida d'unes sigles o d'una expressió. Les més utilitzades són:
- PC: Prova de color. L'artista ha provat colors d'entintar abans de fer el tiratge. No és el color final de l'obra.
- PU: Prova única. L'artista ha treballat la matriu i l'edició es redueix a una única estampa.
- PE: Prova d'estat. L'artista després d'aquesta impressió ha continuat treballant la matriu. És una mostra d'un pas intermedi i és una estampa que difereix del resultat final.
- Bon à tirer o BAT: Expressió francesa que significa bo per realitzar el tiratge definitiu. L'artista accepta l'estampa com a definitiva i esdevé el model per a l'edició. Pot figurar com a PF (prova final).
- PA: Prova d'artista. No pot superar el 10% del tiratge i se'n fa una numeració específica com a PA a més de l'edició completa numerada. En origen correspon a proves que l'artista estampava personalment.
- HC: Del francès, hors de commerce. Estampa que no es pot comercialitzar. Acostuma a suposar un 5% del tiratge i se'n fa una numeració específica com a HC a més de l'edició completa numerada.

## Gravadors dels Països Catalans
Alguns gravadors i moviments dels Països Catalans, per ordre de naixement i per segle en que treballaren:

### Seglexviii
- Hipòlit Rovira i Meri (València, 1693—1763)[5]
- Pasqual-Pere Moles i Corones (València, 1741 - Barcelona, 1797)
- Francesc Fontanals i Rovirosa (Vilanova i la Geltrú, 1777 - Barcelona, 1827)

### Segles XIX-XX (històrics)
- Marià Fortuny i Marsal (Reus, el Baix Camp, 1838 - Roma, 1874)
- Heribert Mariezcurrena i Corrons (Girona, 1847 - Barcelona, 1898)
- Alexandre de Riquer i Ynglada (Calaf, 1856 - Palma, 1920)
- Marià Fortuny i de Madrazo (o Mariano Fortuny y Madrazo) (Granada, 1871 – Venècia, 1949), artista granadí i venecià d'ascendència catalana i castellana
- Xavier Nogués (Barcelona, 1873–1941)
- Pablo Picasso (Màlaga, Andalusia, 1881 – Mogins, la Provença, 1973), amb lligams estrets amb Catalunya (artista català, espanyol i francès).
- Ismael Smith (Barcelona, 1886 — Nova York, 1972)

- Lola Anglada (Barcelona, 1892 - Tiana, 1984)[6]
- Lluís Bracons i Sunyer (Manlleu, 1892 - París, 1961)
- Joan Miró (Barcelona, 1893 - Palma, Mallorca, 1983)
- Salvador Dalí (Figueres, 1904-1989)
- etc.

### Contemporanis (ss XX-XXI)
Els gravadors contemporanis són molt nombrosos. S'ha de tenir en compte que la majoria d'ells son artistes que treballen en diferents camps (pintura, dibuix, escultura, etc), però que tenen una obra important en el gravat. Alguns son:
- Isabel Pons i Iranzo (Barcelona, 1912 — Rio de Janeiro, 2002)[7]
- Jaume Pla i Pallejà (Rubí, 1914 - Barcelona, 1995)[8]
- Joan Brotat (Barcelona, 1920–1990)[9]
- Roser Bru (Barcelona, 1923)[10][11]
- Antoni Tàpies (Barcelona, 1923–2012)
- Maria Girona (Barcelona, 1923–2015)[10][11]
- Albert Ràfols-Casamada (Barcelona, 1923–2009)
- Maria Josepa Colom i Sambola (Cervera, La Segarra, 1924 - Barcelona, 2017)[12]
- Conxa o Concha Ibáñez (Canet de Mar, Maresme, 1926)
- Esther Boix (Llers, Alt Empordà, 1927-2014)[10][11]
- Josep Guinovart (Barcelona 1927–2007)
- Amèlia Riera (Barcelona, 1928–2019)[11]
- Carme Glòria Canals (Valls 1928)[13]
- Armand Cardona Torrandell (Barcelona, 1928 – Sant Pere de Ribes, El Garraf, 1995)[14]
- Maria Assumpció Raventós i Torras (Sant Sadurní d'Anoia, Alt Penedès 1930)[15]
- Montserrat Gudiol (Barcelona, 1933–2015)[11]
- Estampa Popular Valenciana - moviment que sorgí «vers el 1963 com a ressò, amb característiques pròpies, d’un moviment homònim impulsat per artistes com José Ortega, de Ciudad Real.»[16]
- Equip Crònica (actius entre 1963-81, País Valencià)
- Eulàlia Grau (Terrassa, 1946)[11]
- Andreu Maimó (Felanitx, Mallorca, 1946)
- Rosa Vives i Piqué (Manresa, 1949)[10][11]
- Teresa Vall Palou (Lleida, 1951)[17][18]
- Jaume Plensa (Bcn 1955)
- Miquel Barceló (Felanitx, 1957)

- Teresa Gómez-Martorell (Barcelona 1961)
- etc, etc.